# Філімонов Олександр Олександрович
Філімонов Олександр Олександрович (22 березня 1904 — ?) — радянський і російський сценарист.

## З життєпису
Народився 22 березня 1904 р. в Москві в родині службовця. Вчився на архітектурному факультеті Вищих художньо-технічних майстерень (ВХУТЕМАС, 1922—1926) та на літературному відділенні етнологічного факультету 1-го Московського університету (1926—1928). Друкувався з 1925 р.
За його сценаріями поставлено понад двадцять кінофільмів.
Автор сценаріїв (у співавт. з Д. Бассалиго) кінокартин «Заводний жук» (1928), «Маленькі і дорослі» (1929), а в співдружності з Плонським і Тейтельбаумом — «Острів Тогуй» (1930) та «Світове ім'я» (1931). Далі створює «Крила» (1932), «Бомбіст» (1933, у співдр. з Н. Зархі), «Перша рукавичка» (1946) та ін.
В Україні за його сценаріями поставлено фільми:
- «П'ятий океан» (1940, у співавт. з О. Спєшнєвим), «Мандрівка в молодість» (1957), «Лада з країни Берендеїв» (1971, т/ф).

Член Спілки письменників Росії.